# Joseph von Würth

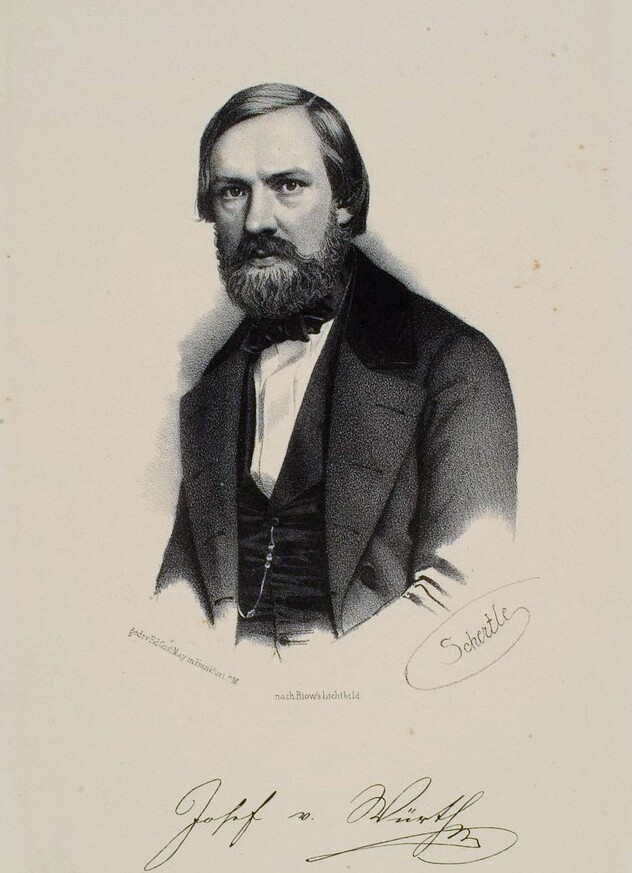
Josef Edler von Würth

Joseph Edler von Würth (häufig Josef, so auch die eigene Unterschrift; * 1817 in Wien; † 17. Jänner 1855 ebenda) war ein österreichischer Verwaltungsjurist und Politiker.

## Leben
Joseph von Würth entstammte der alten Wiener Hofsilberschmiedefamilie Würth (früher auch Wirth). Ein Großonkel war Johann Nepomuk Würth. Der Großvater Ignaz Würth (1747–1834) wurde 1827 mit dem erblichen Prädikat Edler geadelt. Als dieser 1834 im Alter von 88 Jahren verstarb, hinterließ er neun Kinder und 16 Enkel, sowie ein fünfstöckiges Wohnhaus in Wien, das 1794 in seinen Besitz gekommen war. Joseph von Würth gehörte 1834 wie seine Cousine und spätere Ehefrau, die Freiin von Sacken, zur Erbengemeinschaft. In der Folge wurde das Haus an den Miterben Anton Edler von Würth, Herr auf Oberdöbling und Währing, und seine Gattin verkauft. In der ersten Hälfte des 19. Jahrhunderts lebte ein großer Teil von Ignaz Edler von Würths Nachkommenschaft noch in Wien.
Würth absolvierte in Wien das Gymnasium und die philosophischen Studien. Anschließend ging er an die Universität Wien. Dort studierte er Rechtswissenschaft. Das Studium schloss er mit der Promotion zum Doktor der Rechte ab. Nach seinem Studium wechselte er in den Staatsdienst, zudem trat er schriftstellerisch in Erscheinung. Am 17. November 1847 wurde zum Ratssprotokoll-Adjunkten bei der k. k. Obersten Justizstelle ernannt. 
Würth stellte sich im 6. Wahlkreis Österreich unter der Enns in Wien-Josephstadt zur Wahl für die Frankfurter Nationalversammlung und konnte das Mandat erringen. Er war vom 18. Mai 1848 bis zum 19. März 1849 Mitglied der Versammlung und gehörte den Fraktionen Casino und Pariser Hof an. Von Anton von Schmerling, dem de facto Kabinettschef und Innenminister, wurde er zum Unterstaatssekretär ernannt. Diesem war er freundschaftlich verbunden. Er galt als loyal gegenüber dem Österreichischen Standpunkt und verließ die Nationalversammlung als Protest gegen die mögliche Übertragung des erblichen österreichischen Kaisertums auf Preußen.
Würth wurde nach seiner Rückkehr als Oberlandesgerichtsrat Referent im von Anton von Schmerling geführten Justizministerium in Wien und war dort unter anderem Sachverständiger für Gefängnisangelegenheiten. Er verstarb in diesem Amt. Beigesetzt wurde er auf dem Dornbacher Friedhof.

### Familie
Würth heiratete 1845 seine Cousine Karoline Freiin von Sacken (1820–1853), Tochter des Freiherrn Joseph von Sacken und der Karoline Edle von Würth, Schwester des Freiherrn Eduard von Sacken. Der Ehe entstammten die Töchter Ottilie und Johanna. Diese gehörten, Johanna noch minderjährig, 1868 zur Erbengemeinschaft zu dem von ihrem Urgroßvater Ignaz rührenden Haus in Wien, zu dessen Erbengemeinschaft bereits 1834 ihre Eltern gehört hatten.
Ottilie (* 1847) heiratete 1866 in Wien den Feldmarschallleutnant Ritter Karl von Schmedes (1828–1886) und nannte sich als Malerin Ottilie von Schmedes-Würth.
Johanna heiratete den nachmals bis 1901 kommandierenden General von Kaschau und Ehrenbürger von Losoncz, Edler Hermann von Pokorny.

## Werke (Auswahl)
- Die neuesten Fortschritte des Gefängnißwesens in Frankreich, England, Schottland, Belgien und der Schweiz, Beck, Wien 1844.
- Das Stadtrecht von Wiener-Neustadt aus dem dreizehnten Jahrhundert: ein Beitrag zur österreichischen Rechtsgeschichte, Sollinger, Wien 1846.
- Die österreichische Strafproceßordnung vom 17. Jänner 1850: erläutert und in Vergleichung mit der Gesetzgebungen des Auslandes dargestellt, Braumüller, Wien 1851.